# Animais Possivelmente Extintos (PEX) Do Brasil
Este artigo tem o intuito de reunir as espécies de animais endêmicos do Brasil que foram alocados na categoria Possivelmente Extintos (PEX) pelo Instituto Chico Mendes de Conservação da Biodiversidade (ICMBio).
A lista completa contém 32 espécies.

## Anfíbios (14)[1]
- Anomaloglossus tepequem
- Crossodactylus boulengeri
- Crossodactylus dispar
- Crossodactylus franciscanus
- Cycloramphus stejnegeri
- Holoaden bradei
- Hylodes glaber
- Ischnocnema epipeda
- Paratelmatobius lutzii
- Phrynomedusa marginata
- Phrynomedusa vanzolinii
- Scinax peixotoi
- Thoropa lutzi
- Thoropa petropolitana

## Aves (3)[1]
- Calyptura cristata ou tietê-de-coroa
- Myrmotherula fluminensis ou choquinha-fluminense
- Neomorphus geoffroyi geoffroyi ou jacu-estalo

## Peixes Continentais (8)[1]
- Hasemania maxillaris
- Hasemania melanura
- Heptapterus multiradiatus ou Bagrinho-do-tietê
- Hyphessobrycon taurocephalus
- Hypsolebias marginatus ou Peixe-das-nuvens
- Moema piriana
- Phallotorynus fasciolatus
- Simpsonichthys zonatus

## Invertebrados Terrestres (3)[1]
- Dasyophthalma vertebralis
- Doxocopa zalmunna
- Hyalyris fiammetta

## Invertebrados de Água Doce (3)[1]
- Fluminagrion taxaense
- Hyalella imbya
- Mecistogaster pronoti

## Mamíferos (1)[1]
- Juscelinomys candango ou Rato-candango